# 潭岭水库
潭岭水库位于中国广东省连州市星子镇潭岭村，是以发电、防洪为主，兼有供水功能的大（二）型水库。潭岭水库水面海拔高约640米，是广东省最高的水库。
潭岭水库南部为岩坑山，东部毗邻湘粤交界的莽山，2000年2月21日在库区设立天湖森林公园（省级森林公园）。